# Janusz Meuszyński

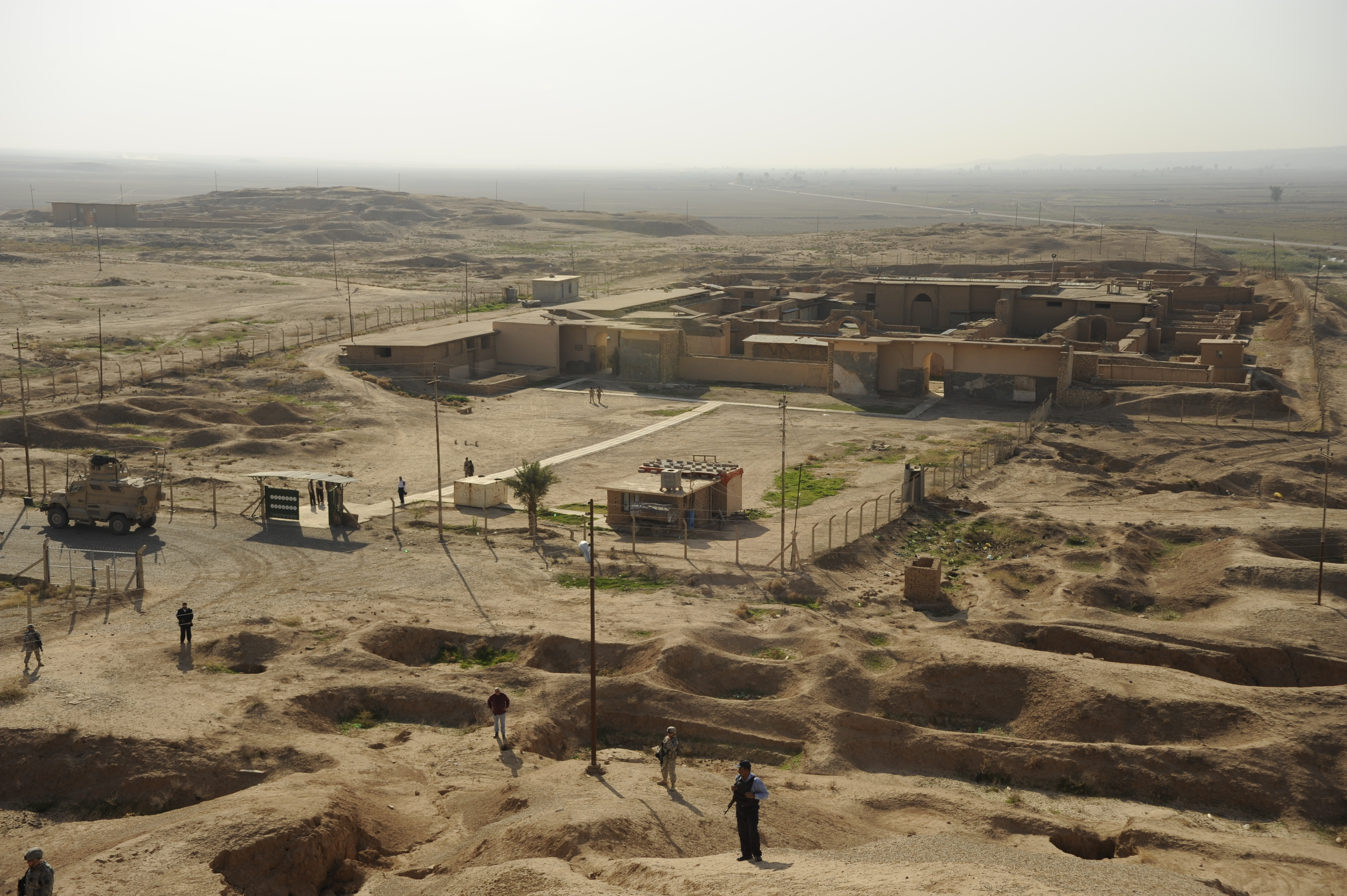
Stanowisko Nimrud w Iraku

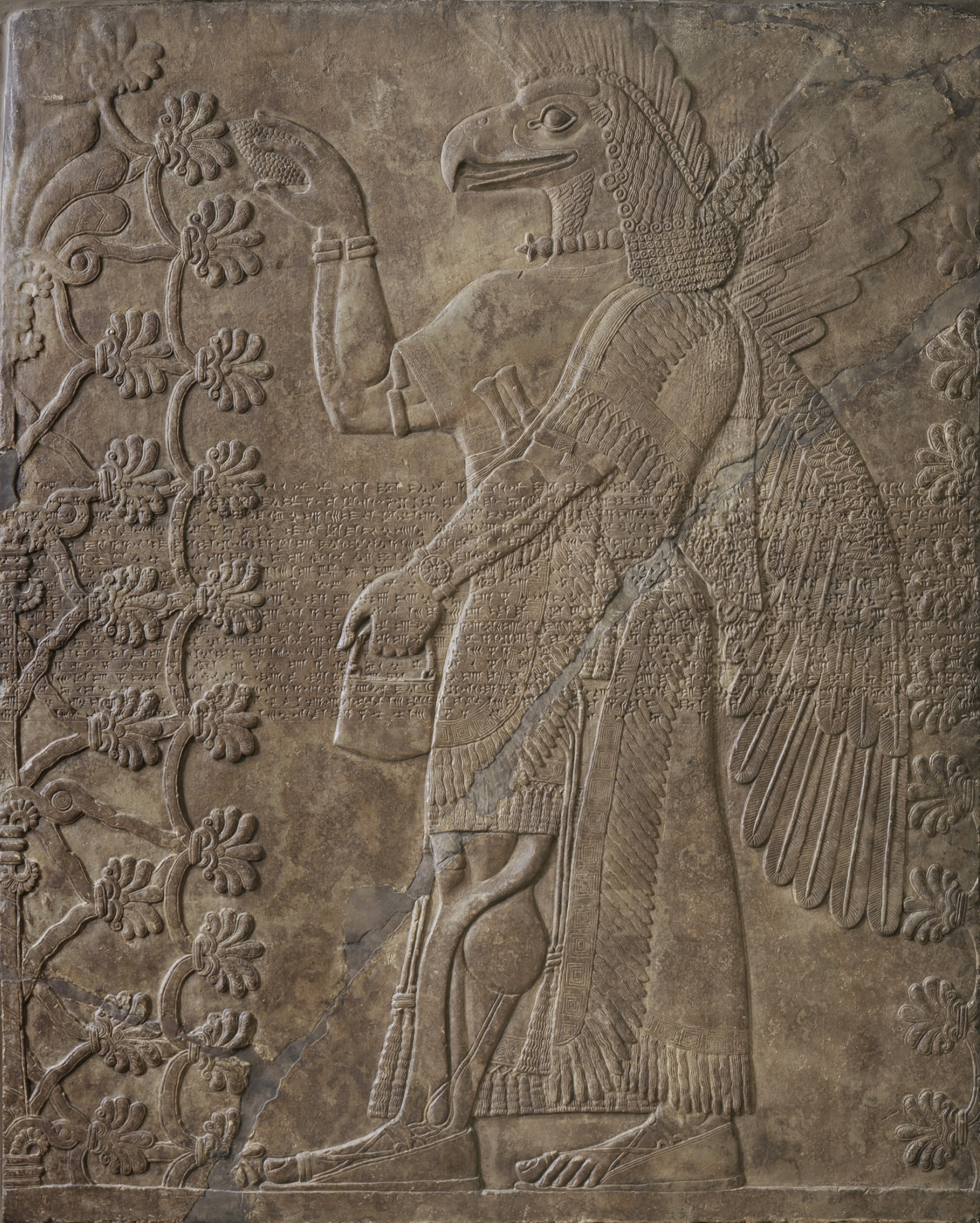
Jeden z kamiennych reliefów z Nimrud

Janusz Meuszyṅski (ur. 22 listopada 1946 w Katowicach, zm. 23 maja 1976 w pobliżu Mersin) – polski archeolog i asyrolog, badacz kultury starożytnej Mezopotamii, w latach 1974–1976 kierownik polskich prac wykopaliskowych w Nimrud (starożytne Kalhu) w Iraku.

## Życiorys
W 1969 roku uzyskał magisterium z zakresu archeologii śródziemnomorskiej na Uniwersytecie Warszawskim, po czym rozpoczął pracę w Zakładzie Archeologii Śródziemnomorskiej Polskiej Akademii Nauk. W 1971 roku, na tej samej warszawskiej uczelni, uzyskał dyplom magistra filologii starożytnego Wschodu.
W latach 1971–1974 był stypendystą Stacji Archeologii Śródziemnomorskiej UW w Kairze, kierowanej przez profesora Michałowskiego. W tym czasie brał udział w pracach archeologicznych prowadzonych w Aleksandrii (Egipt), Palmyrze (Syria) i Nea Pafos (Cypr). Udało mu się też wyjechać na archeologiczny rekonesans do Iraku. W 1974 roku doktoryzował się na Uniwersytecie Warszawskim pracą Rekonstrukcja przedstawień reliefowych pałacu północno-zachodniego w Kalhu (Nimrud). W tym samym roku otrzymał stypendium badawcze im. Alexandra von Humboldta w Instytucie Archeologii Starożytnego Wschodu na Uniwersytecie Ludwika i Maksymiliana w Monachium.
W 1974 został kierownikiem Polskiej Misji Archeologicznej prowadzącej z ramienia Stacji Archeologii Śródziemnomorskiej UW wykopaliska w Nimrud. Już na miejscu przystąpił do współpracy z archeologami z Irackiego Departamentu Starożytności pracującymi na cytadeli w Nimrud przy rekonstrukcji pałacu Aszurnasirpala II. W latach 1974–1976 kierował trzema kampaniami wykopaliskowymi w Nimrud. W ich trakcie odkopano bramę i fragment fasady monumentalnej budowli, liczne reliefy, lamassu z inskrypcją Tiglat-Pilesera III oraz pełen naczyń magazyn pałacowy. W maju 1976 roku, po zakończeniu trzeciej kampanii wykopaliskowej, Meuszyński postanowił wrócić do Polski, podróżując przez Syrię i Turcję. 23 maja 1976 roku zginął w tajemniczych okolicznościach, zastrzelony koło miasta Mersin w południowej Turcji. Motywów ani sprawców jego zabójstwa nigdy nie wykryto. Został pochowany na cmentarzu ewangelickim przy ul. Francuskiej w Katowicach.

## Publikacje
- Odkrywanie Mezopotamii, Biblioteka Problemów, 1976.
- Neo-Assyrian Reliefs from the Central Area of Nimrud Citadel, Iraq 38/1 (1976), s. 37–43.
- The Throne-Room of Aššur-naṣir-apli II. (Room B in the North-West Palace at Nimrud), Zeitschrift für Assyriologie und Vorderasiatische Archäologie 64, 1/1974, s. 51–73.
- Contribution to the Reconstruction of the Northwest Palace in Kalhu, Études et Travaux 5 (1971), s. 32–51.
- Ther Representations of Four-Winged Genies on the Bas-Reliefs from Aššur-naṣir-apli Times, Études et Travaux 6 (1972), s. 27–70.
- Preliminary Report on the First Season of Polish Ezcavations at Kalḫu (Nimrūd) (April-May 1974), Études et Travaux 9 (1976), s. 265–272.
- Die Rekonstruktion der Reliefdarstellungen und Ihrer Anordnung im Nordwestpalast von Kalḫu (Nimrūd), Baghdader Forschungen 2 (Mainz am Rhein: Philipp von Zabern, 1981).

## Tłumaczenia
Wraz z żoną, Grażyną Krasicką-Meuszyńską, przełożył z języka angielskiego na polski książkę J. Laessoe, Ludy Asyrii (Biblioteka Problemów, 1972)